# Taishan (berg)
Taishan is een berg van historische en culturele betekenis ten noorden van de stad Tai'an, in de Chinese provincie Shandong. De hoogste piek is volgens de Chinese overheid 1.532,7 meter hoog en is vernoemd naar de Jadekeizer. Sinds 1987 staat de berg op de Werelderfgoedlijst van UNESCO.
De Taishan is een van de vijf heilige bergen van het taoïsme en wordt beschouwd als belangrijkste van de vijf. Hij wordt geassocieerd met zonsopgang, geboorte, en vernieuwing. De berg wordt al zo'n 3000 jaar vereerd en is een van de belangrijkste ceremoniële centra van China. In het oude China werd hij beschouwd als de hoogste berg op aarde. Meer dan 2000 jaar lang kwamen de heersers van China hier om te offeren aan de hemel en aarde. Zes Chinese keizers hebben de berg beklommen.
De top kan worden bereikt via een 9 kilometer lange trap die uit 6293 treden bestaat, waarin een verschil van 1350 meter wordt overwonnen. Langs de route liggen elf poorten, veertien bogen, veertien kiosken en vier paviljoens. Elk gedeelte tussen twee traphekjes heeft een specifieke naam. In 2003 beklommen ongeveer 6 miljoen toeristen de berg en daarmee is het een van de meest beklommen bergen ter wereld.

## Afbeeldingen

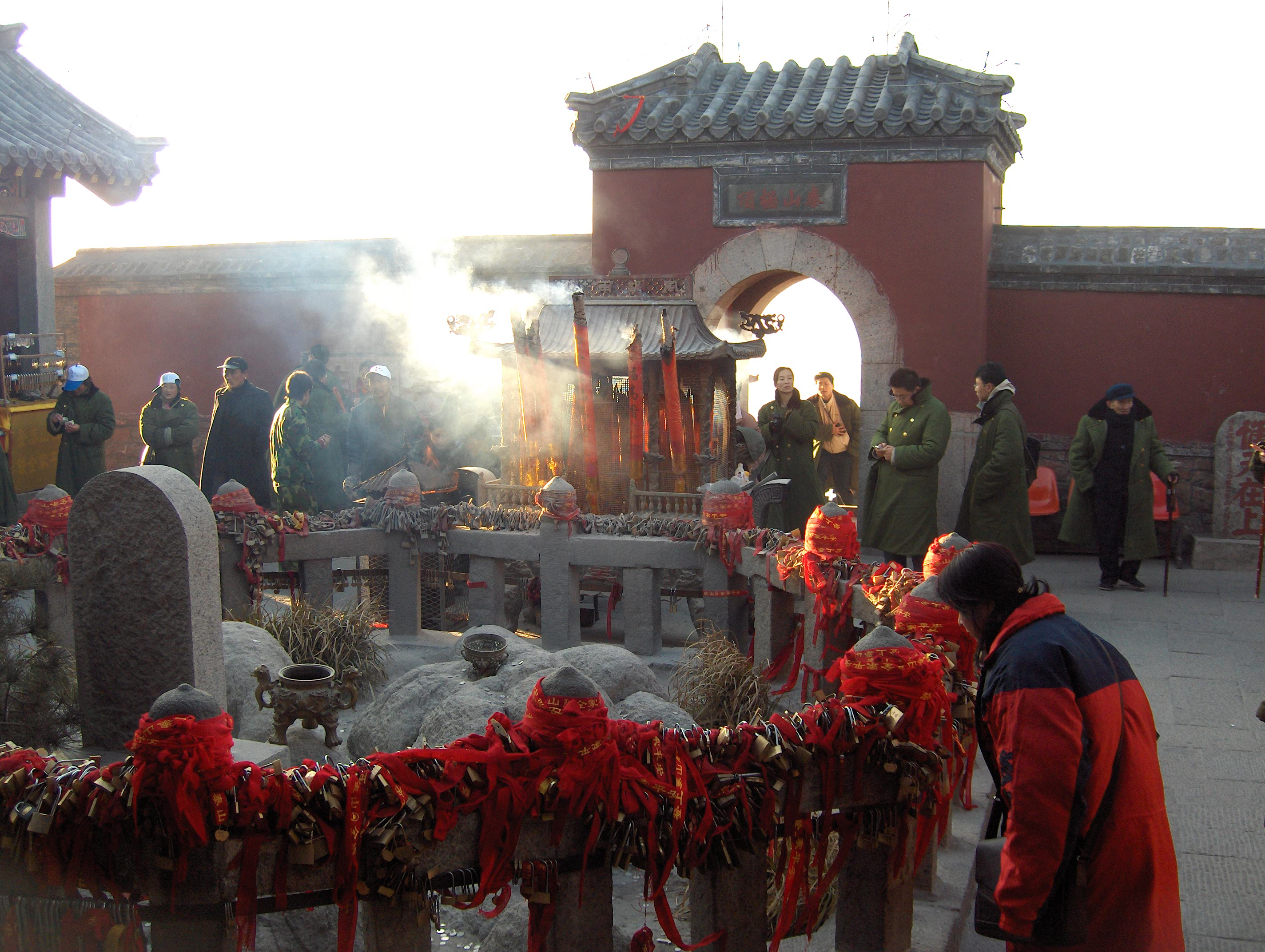
Biddende mensen in een tempel
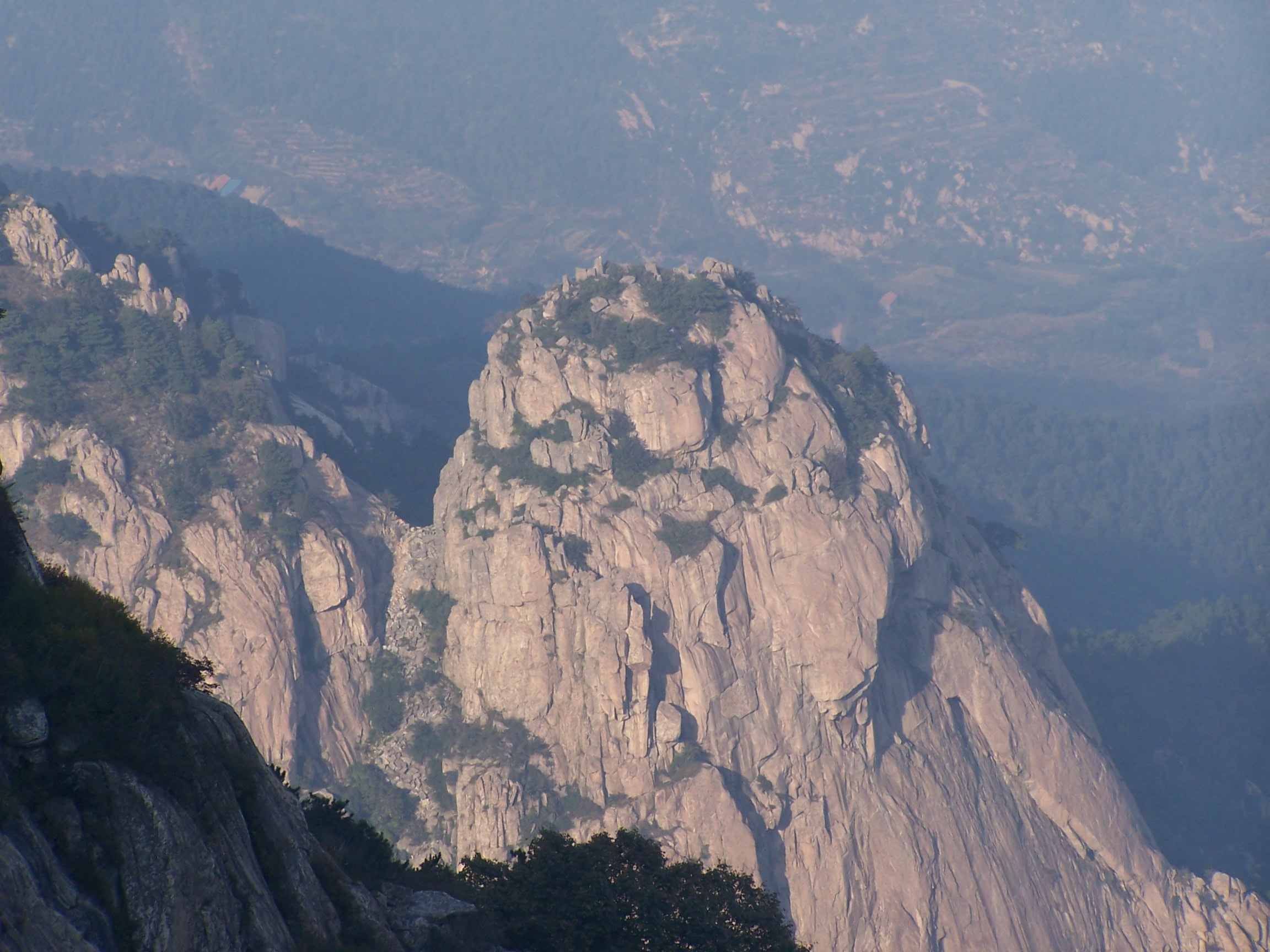
Taishan
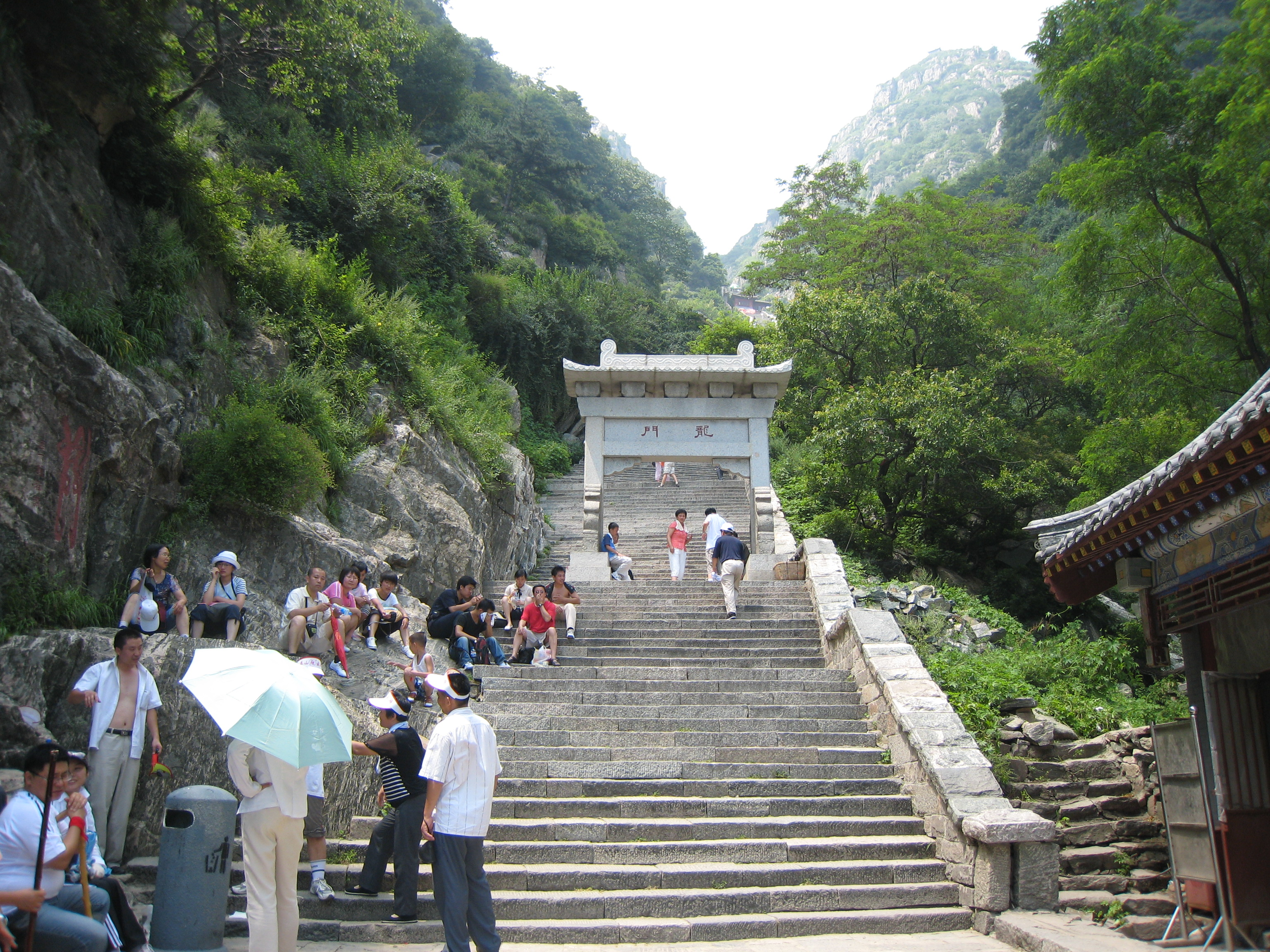
Op weg naar de top

Chinese Muur · Heilige berg Taishan · Verboden Stad · Paleis van Mukden · Mogaogrotten · Mausoleum van de eerste Qin-keizer · Vindplaats van de Pekingmens in Zhoukoudian · Berglandschap van Huang Shan · Jiuzhaigou-vallei · Huanglong · Wulingyuan · Bergresidentie en afgelegen tempels van Chengde · Tempel en begraafplaats van Confucius en het huis van de familie Kong in Qufu · Oud gebouwencomplex in de Wudangbergen · Historisch ensemble van het Potala-paleis in Lhasa · Jokhangtempel · Norbulingkatempel · Nationaal park Lushan · Landschap rond de berg Emei, inbegrepen het gebied van de Grote Boeddha van Leshan · Oude stad Lijiang · Oude stad Pingyao · Suzhou · Zomerpaleis, een keizerlijke tuin in Peking · Tempel van de hemel, een keizerlijk offeraltaar in Peking · Rotssculpturen van Dazu · Wuyigebergte · Oude dorpen in zuidelijk Anhui - Xidi en Hongcun · Keizerlijke paleizen van de Ming- en Qing-dynastieën in Peking en Shenyang · Grotten van Longmen · Qingcheng en Dujiangyan-irrigatiesysteem · Grotten van Yungang · Beschermd gebied van drie parallelle rivieren in Yunnan · Hoofdsteden en graven van het oude koninkrijk Koguryo · Historisch centrum van Macau · Reservaten van de reuzenpanda in Sichuan · Yinxu · Diaolou en dorpen in Kaiping · Zuid-Chinese karstlandschap · Tulou in Fujian · Nationaal park Sanqingshan · Wutai Shan · Cultuurlandschap van het Westelijke Meer van Hangzhou · Tian Shan in Xinjiang · Cultuurlandschap van rijstterrassen van de Hani in Honghe · Het Grote Kanaal · Zijderoute: het wegennetwerk van de Chang'an-Tiensjancorridor · Sites van de Tusi · Cultuurlandschap met rotstekeningen van Zuojiang Huashan · Hubei Shennongjia · Qinghai Hoh Xil · Gulangyu: een historische internationale nederzetting · Fanjingshan · Archeologische ruïnes van de stad Liangzhu · Trekvogelreservaten langs de kust van de Gele Zee en de Golf van Bohai · Quanzhou
- Biblioteca Nacional de España: XX453960
- Bibliotheek van het Japanse parlement: 00640068
- Nationale Bibliotheek van Israël: 987007558320905171
- Virtual International Authority File: 259960138